# Омар Абас
Омар Абас — неподтверждённый малайский долгожитель. Родился 26 сентября 1857 года. Умер 2 ноября 2001 года (на 145-м году жизни). Правительство Малайзии в 1995 году наградило Омара медалью старейшего представителя нации. Омар Абас оставил после себя 103-летнюю вдову, 4 детей, 20 правнуков и свыше 100 праправнуков. Отмечалось, что Омар сохранял бодрое здоровье и работоспособность до последних месяцев жизни..
Однако корректных, убедительных подтверждений такому возрасту представлено не было. Хотя имелась запись в соответствующей книге записей рождений, но официальный документ (свидетельство о рождении) у Омара Абаса отсутствовал, так как до 1926 года таковой не выдавался.
Точно так же ситуация обстоит с гражданином Непала Рамом Автаром Саха Кану, умершим в феврале 2000 года. Утверждалось, что мужчине на момент смерти было 167 полных лет, однако документ, подтверждающий его гражданство, был выдан в 1988 году, а документальные подтверждения даты рождения также отсутствовали.